# Parafia św. Michała Archanioła w Poznaniu
Parafia pw. Świętego Michała Archanioła w Poznaniu – parafia rzymskokatolicka znajdująca się w archidiecezji poznańskiej w dekanacie Poznań-Jeżyce. Erygowana w 1932. Mieści się przy ulicy Stolarskiej.